# Чарквиани, Джансуг Авдидович
Джансуг Авдидович Чарквиани (груз. ჯანსუღ ჩარკვიანი, 30 ноября 1931 года, с. Сурмуши Цагерского района Грузинской ССР, СССР — 6 ноября 2017 года, Тбилиси, Грузия) — грузинский поэт. Почётный гражданин Тбилиси (1996).

## Биография
Печатался с 1947 года.
В 1956 году окончил факультет журналистики Тбилисского университета.
В 1962 году вступил в Коммунистическую партию. С 1965 — главный редактор журнала «Цискари».
Автор сборников стихов «В тишине одной ночи» (1959) и других, и нескольких поэм: «Солнце идёт» и «Мой календарь» (1967), «Стена веры» (1970), «Железная кольчуга» (1972) и других.
Был членом Грузинского парламента с 1992 по 2004 год. Занимал активную гражданскую позицию, был патриотом Грузии.
Скончался после тяжёлой продолжительной болезни. Похоронен в Пантеоне Мтацминда.

## Фильмография

### Сценарист
- 1971 — Даиси
- 1966 — Листопад

## Награды
Литературная премия ЦК ЛКСМ Грузинской ССР (1967, за поэмы «Солнце идёт», «Мой календарь»)